# Salaparuta Cabernet Sauvignon riserva
Il Salaparuta Cabernet Sauvignon riserva  è un vino a DOC che può essere prodotto nel comune di Salaparuta in provincia di Trapani.

## Vitigni con cui è consentito produrlo
- Cabernet Sauvignon minimo 85%,
- altri vitigni a bacca nera, non aromatici, idonei alla coltivazione per la provincia di Trapani, fino ad un massimo del 35%.

## Tecniche produttive
Il Salaparuta Cabernet Sauvignon riserva deve esser invecchiato per almeno due anni (a partire dal 1º novembre dell'anno di vendemmia) di cui almeno sei mesi in recipienti di legno

## Caratteristiche organolettiche
- colore: rosso rubino intenso con riflessi granata;
- profumo: caratteristico, intenso, fruttato;
- sapore: asciutto, caratteristico, armonico, speziato, corposo, caldo;

## Produzione
Provincia, stagione, volume in ettolitri